# دانی هاتاوی
دانی هاتاوی یا دانی ادوارد هاثاوی (به انگلیسی: Donny Edward Hathaway) (زاده ۱ اکتبر ۱۹۴۵ - درگذشته ۱ ژانویه ۱۹۷۹)، خوانندهٔ مشهور سبک موسیقی سول بود.
او با روبرتا فلک دوره تولید آهنگ موفقیت‌آمیزی را در دهه ۱۹۷۰ داشت که به برنده شدن جایزه گرمی انجامید.
مرگ او در ۱۹۷۹ که خودکشی اعلام گردید، تا به امروز مورد شک بسیاری قرار گرفته‌است.